# Hogna lufirana
Hogna lufirana là một loài nhện trong họ Lycosidae.
Loài này thuộc chi Hogna. Hogna lufirana được Carl Friedrich Roewer miêu tả năm 1960.